# Kijk ons nou
Kijk ons nou is een nummer van de Belgische zanger Metejoor, in samenwerking met de Nederlandse zanger Snelle. Het nummer is uitgebracht in mei 2022 en werd zelfgeschreven door de zanger, met Snelle, en een groep co-writers. Kijk ons nou behaalde een piek op plaats 3 in de Ultratop 50 Vlaanderen. Dit werd zo zijn derde top 3 notering. Hij stelde het nummer voor tijdens verschillende radio en televisie optredens. Het nummer werd genomineerd voor de Radio 2 Zomerhit en behaalde een eerste plaats in de top 10 van Tien om te Zien.

## Hitlijsten

### Ultratop 50 Vlaanderen
| Nummer   | 3  | 6  | 5  | 13 | 5  | 9  | 8  | 8  | 11 | 9   | 9 | 4 | 3 | 12 | 6 |
| Week:    | 16 | 17 | 18 | 19 | 20 | 21 | 22 | 23 | 24 |     |   |   |   |    |   |
| Positie: | 17 | 8  | 15 | 24 | 26 | 31 | 42 | 39 | 47 | uit |   |   |   |    |   |